# Feminisme a l'Hospitalet de Llobregat
El feminisme és un moviment social que té com a objectiu aconseguir la igualtat entre el gènere femení i el gènere masculí, i a l'Hospitalet de Llobregat es fa notòria la seva presència i la seva essència. Dels finals del segle xx, aquest moviment ha anat organitzant activitats permanents i accions puntuals en defensa de la condició femenina, a favor la visibilització del gènere femení i la igualtat entre gèneres, i contra la submissió que han patit les dones històricament.

## Generalitats
El degut tracte i reconeixement de la dona és un tema que es remunta a l'inici de la humanitat i ha evolucionat adaptant-se a les condicions canviants de l'economia, la religió, les guerres, les epidèmies i tantes altres coses presents en cada geografia. Aquest moviment comporta el reconeixement i la disconformitat amb la posició de subordinació de les dones.
Fins a l'any 1934 no hi va haver una dona, Justa Goicoechea, ocupant una posició de poder com a tinenta d'alcalde i regidora a l'Ajuntament de l'Hospitalet. Si bé el feminisme a l'Hospitalet té particularitats per la seva evolució històrica, també comparteix característiques amb els moviments en defensa i reivindicació dels drets de les dones residents a altres municipis del Baix Llobregat i els de la veïna ciutat de Barcelona.
Els canvis esdevinguts a l'Hospitalet en l'evolució d'una societat agrícola a una d'industrial varen modificar les característiques socials, econòmiques i polítiques que eren històricament pròpies. A més, es va produir un important increment de la població. Aquest increment, a les dècades dels anys 1960 i 1970 del segle xx, va ser degut a la forta immigració d'homes i dones en edat laboral. Segons les dades de l'Institut Nacional d'Estadística (INE), a l'Hospitalet l'any 1900 el cens era de 4.948 habitants i l'any 1970 era de 241.978 habitants. L'any 2020, 87.194 persones provenien de l'estranger. El creixement de la població que va tenir l'Hospitalet va ser de 302,9%. Els percentatges d'altres ciutats com Barcelona (61%) o Madrid (170%) quantifiquen l'impacte social a què aquesta ciutat va haver de fer front. Aquest creixement de població va comportar un canvi radical en l'urbanisme i l'organització social.
La necessitat de serveis com ara l'habitatge, l'escolarització, la sanitat i d'altres eren molt superiors a les insuficients capacitats de l'administració per satisfer-les. Les que sofriren el principal impacte d’aquestes mancances eren les dones. Dones que per necessitats econòmiques de subsistència també havien de fer d'obreres en les indústries que proliferaven inicialment en el sector tèxtil i la construcció.
Com que l'esperança de vida de les dones és superior a la dels homes, sovint són elles les que han de cuidar les seves parelles, homes que tenen millors pensions i millor accés a tota mena de recursos econòmics que les dones.

## Història

### Imperi romà i Imperi carolingi
A l'època de l'Imperi romà els pobladors del Baix Llobregat es dedicaven a la producció agrícola de subsistència. El seu mercat era el propi i el del comerç de productes de la vinya i petits productes tèxtils on participaven activament les dones.
L'activitat de l'agricultura s'estenia a territoris que són prou amplis i això feia que hi hagués una considerable dispersió de les treballadores i treballadors. Aquesta dispersió dificultava que es formessin grups on es comuniquessin i compartissin opinions i reivindicacions, i això és un obstacle per formar consciència de grup.
Anteriorment, al segle xviii, les dones treballaven com a pageses, comerciants i artesanes, a més de tenir la responsabilitat de fer els treballs domèstics qualificats d'invisibles. En l'època feudal la propietat es feia per aprisió, per conquesta o intercanvi, i la pagesia va entrar en el servilisme respecte al senyor, veguer o qui fos propietari del terreny. Les herències es trametien de progenitors a descendents de qualsevol sexe, seguint el costum germànic. Les dones, si rebien propietats, era per herència o com a aixovar quan es casaven. Les que eren de famílies acomodades les rebien tant monetàriament com en terrenys, i les més humils en materials/estris/parament per a l'habitatge. Tal com escriu Dolors Sanahuja i Torres, eren els marits els que administraven tots els béns de la parella matrimonial a conseqüència de la divisió del treball.

### Edat mitjana
Entre la segona meitat del segle X i la primera del segle XI, a Banyols, corresponent a la Marina de Provençana, hi havia dones autodenominades i reconegudes com a deodicatae i deovotae. Encara que no eren monges de la comunitat benedictina del monestir de Sant Pere de les Puel·les, hi són properes. Consten a la documentació com a "dones soles" i portaven a terme activitats religioses i socials. La reacció de l'Església durant la segona meitat del segle XI va imposar el seu domini sobre les terres i parròquies dels encontorns de Barcelona i va eliminar el paper de les dones en la vida religiosa de les comunitat.
Al segle XII, a finals de la primera part de l'edat mitjana, hi havia poblament a Santa Eulàlia de Provençana amb immigració provinent de la Provença francesa, que hi va portar els trets socials i jurídics que els eren propis. Les dones exercien activitats com l'ajuda als parts, la màgia, les cures i d'altres qualificades de bruixeria que comportaven la persecució religiosa i civil que feien els tribunals de la Inquisició. També s'ha trobat informació sobre la prostitució com a treball. Segons se cita en documents parroquials de l'any 1315, a Santa Eulàlia de Provençana hi havia un prostíbul.
A l'edat mitjana les estructures de poder eren patriarcals i es marginava les dones en l'accés als recursos econòmics i culturals. Tot i això, a l'Hospitalet les dones no eren excloses de rebre terrenys o edificis en propietat i d'exercir-ne el domini, de vendre-les i deixar-les en herència seguint el dret civil català sobre la divisió de poders. A la zona agrícola de la Marina, al barri de Bellvitge, es menciona el nom d'una dona, Amalvígia, que al final del primer mil·lenni tenia terrenys en propietat i encarregava obres de drenatge i producció.

### Edat contemporània
Moltes de les extenses zones que eren propietat de l'Església, en ser afectades per la desamortització, varen ser adquirides per famílies, la majoria residents a Barcelona, amb prou capital econòmic. Al final segle xix i inici del segle xx hi havia dones propietàries de terrenys, com ara Josefa Casas i Clavell (la Pubilla Casas), Josepa Font, Maria Roca i Umbert, Adela Oliveres, i altres que varen donar el seu nom a carrers i places de la ciutat.
Al si dels diferents corrents ideològics de l'obrerisme, des del republicanisme fins el socialisme i l'anarquisme, es va desenvolupar el feminisme. A l'Hospitalet van haver diversos grups d'aquestes tendències durant el Sexenni Democràtic (1868-1874), per la qual cosa és segur que aquestes idees hi van arribar. Dins de l'associacionisme de finals del segle XIX trobem tres mutualitats femenines, creades entre 1881 i 1886. En una d'elles, Nuestra Señora del Carmen, la junta estava formada per dones, sent el primer cas de la història local en la que les dones ocupaven càrrecs públics.

### Segle XX
La primera referència al feminisme contemporani a l'Hospitalet es fa al número 1 de la primera publicació periòdica de la ciutat, La Ressenya, el maig del 1907. En aquest setmanari de caràcter catalanista se'n fa esment i divulgació de la revista Feminal. Feminal era una publicació impulsada per Carme Karr que difonia un feminisme burgès moderat. La vaga obrera del tèxtil de 1912, organitzada pel sindicat La Constancia, dirigit per dones, va començar en quatre fàbriques, dues de Sants i dues de l'Hospitalet. El feminisme tenia força penetració en l'obrerisme català. La revolta de les dones contra la pujada dels preus de gener de 1918 a tota l'àrea metropolitana de Barcelona, també a l'Hospitalet, mostra com d'organitzades estaven les dones.
Les forces republicanes i obreristes van continuar impulsant els principis feministes, en un context de gran creixement demogràfic i urbanístic provocat per una important immigració, fins les grans conquestes legals durant la Segona República (1931-1936). Com a tot arreu del país, les dones van poder exercir el sufragi a les eleccions generals de 1933 i les municipals de 1934. En aquestes darreres eleccions, va ser escollida la primera dona regidora de la història de l'Hospitalet, Justa Goicoechea. També va existir a la ciutat una secció de l'organització anarquista Mujeres Libres.
Les millores que es varen implantar en les lleis durant la Segona República varen ser eliminades per les autoritats que el general Franco va imposar, així com el dret dels treballadors a organitzar les seves organitzacions sindicals.. A partir de l’any 1939, a causa de la repressió del règim franquista, varen disminuir el nombre d’associacions, però van mantenir el Centre Catòlic i el Casino de Santa Eulàlia, entre d'altres. Qualsevol associació havia de tenir el vistiplau del Govern Civil. El Frente de Juventudes i l'Ajuntament varen iniciar les colònies d'estiu per als infants.. La Falange va crear la Sección Femenina, des de la que difonia el paper tradicional de la dona, considerada inferior i sotmesa a la voluntat dels homes.
A partir de la dècada de 1940 s'hi va reprendre un fort moviment immigratori des d'altres zones d'Espanya. Aquest augment de població va provocar l'escassetat d'habitatges i equipaments amb la consegüent especulació en la compra i venda de terrenys. També es va ampliar l'oferta de llocs de treball de baixa qualificació en el sector industrial. Els pressuposts que l'Ajuntament va dedicar a l'urbanisme, als equipaments escolars, assistencials i sanitaris varen ser insuficients. S'ha de destacar que l'increment d'ingressos a Espanya a conseqüència del turisme no es va destinar a ampliar els recursos de l'Hospitalet.
La immigració a l'Hospitalet al final de la dècada de 1950 va posar de manifest la manca d'habitatges i el barraquisme. El principal acolliment el varen fer les cases parroquials dels barris de Can Serra, Pubilla Cases, Santa Eulàlia, Bellvitge, Sant Ramon (avui dins el terme municipal de Barcelona) i altres parròquies. També l'organització Joventut Obrera Cristiana (JOC, després JOAC) va fer accions d'acolliment. Inicialment, la població nouvinguda, majoritàriament establerta a la perifèria, va mantenir les aficions del lloc d'origen, com per exemple les penyes taurines, columbòfiles i els centres socials propis.. El paper de les dones en aquestes entitats era de subordinació i no ocupaven càrrecs directius. Tanmateix, va ser molt important el paper de les assistentes socials de Càritas i de les parròquies en l'acolliment i desenvolupament de la vida comunitària als barris, des de Pubilla Casas fins el barri de barraques de la Bomba.
Dins del moviment antifranquista va ressorgir el feminisme. Especialment importants van ser les vocalies de dones que es van crear a les associacions de veïns dels barris durant la primera meitat de la dècada de 1970.. Als barris nous, com Bellvitge (1965) o Can Serra (1966), i als tradicionals, dins del que s'anomenava "cinturó roig", perquè reivindicava amb contumaces manifestacions i aturades en vies públiques la millora de les condicions de treball i assistencials, les dones van adquirint rellevància en el moviment veïnal, fins a arribar a ocupar la presidència i càrrecs en les juntes directives.
A la reunió de constitució de l'Assemblea Democràtica d'Hospitalet del 10 de juliol de 1976 hi varen assistir formacions veïnals i feministes de la ciutat. Aquest organisme va tenir com objectiu la substitució de l'Ajuntament, que era instituït sota les directives de l'administració franquista, per un ajuntament democràtic, seguint les directrius de l'Assemblea de Catalunya.. A les Primeres Jornades Catalanes de la Dona, el maig de 1976, va haver una destacada representació de les vocalies de dones de les associacions de veïns de l'Hospitalet.
En la lluita per la recuperació de la democràcia en els anys 1970 a 1990 varen destacar dones com Clara Carme Parramon, Miriam Ojeda Martínez, Pura Fernàndez García, residents a l'Hospitalet i procedents de la immigració, participant en l'activisme pels drets de les dones i en altres accions reivindicatives en aquesta ciutat. Algunes tenien formació universitària i d'altres varen sofrir penes de presó. María Carmen García-Nieto, que va ser professora a la universitat Complutense de Madrid, va fer un treball sobre el moviment obrer a la comarca del Baix Llobregat.

## Món laboral
Entre el segle xvii i el segle xix hi ha una manca de registres fiables sobre la participació de la dona en el treball agrícola a l'Hospitalet i a tot el Baix Llobregat. Es considera que la participació de les dones en les labors agrícoles és complementària a la dels homes. Els homes es dedicaven al conreu dels camps i en temps de la collita, en què augmentava l'activitat, les dones col·laboraven amb els homes. També hi havia la cura de l'aviram i l'horta per al consum que feien majoritàriament les dones.
Hi havia dones que a més del treball agrícola es dedicaven al tèxtil artesanal. Es tracta de la fabricació de blondes i de puntes de coixí. Les dones que hi treballaven rebien unes compensacions econòmiques molt baixes pel seu treball, tot i que els seus productes eren molt preuats per la qualitat i prestigi d'aquest art. Al final del segle xviii i fins al segle xx va tenir prou importància el comerç de puntes i blondes per mantenir les merceries on es venien; i també es portaven a altres llocs. La cadena de subministrament d'aquestes arts començava entregant els fils i les sedes a les merceres o donadores, i també els dibuixos dels patrons; després se n'ocupaven les teixidores i puntaires; i finalment s'entregaven a les muntadores, que finalitzaven les peces que es venien i les transportaven al seus destins finals. Algunes de les dones que varen treballar en aquesta especialitat varen reeixir com a empresàries, com és el cas de Rosa Creixells i Valls.
Fins ben entrat el segle xx les hospitalenques i els hospitalencs naixien al domicili familiar amb l'ajuda d'una dona amb ofici de llevadora. No sempre aquest ofici era objecte d'estudi formal i en la majoria de casos s'aprenia en l'observació i la pràctica. Només es demanava la intervenció d'un metge si es presentaven complicacions que la llevadora no sabia resoldre. Això era tant a l'Hospitalet com a la resta del país.
L'assistència de la llevadora al part també incloïa la higiene i el vestit de mare i bebè i la disposició de placenta i melic. Durant la primera setmana posterior al part la llevadora es cuidava de la partera i participava en el bateig del bebè. Hi ha documentats els noms d'algunes llevadores hospitalenques: Carmeta de cal Paí, la Sílvia i la Remei, entre d'altres. Per aquesta feina es compensava amb un pagament voluntari.
Les condicions laborals que tenien les dones de la indústria en el seu lloc de treball (salaris, vacances, permisos, jubilació, etc.) eren desavantatjoses comparades amb les que sempre havien tingut els seus companys homes en les mateixes fàbriques i llocs de treball. Actualment, la legislació europea que s'ha d'aplicar a tots els estats de la Unió pretén impedir aquestes diferències.
A més de les tasques domèstiques i comercials, les dones podien dedicar-se a la petita producció artesanal de teixits, com les puntes. A Can Basté ja existia una fàbrica tèxtil l'any 1880 que era dirigida per una dona, Leonor Ferrer, casada amb Andreu Basté i Bofarull, que va instal·lar-hi la primera màquina de vapor com a força motriu, i on treballaven moltes més dones que homes. Posteriorment, aquesta fàbrica va ser adquirida per una altra dona, Tecla Sala, que la va modernitzar i hi va instal·lar serveis d'infermeria, dutxes, economat, etc.
Al segle xix hi va haver vagues a fàbriques del sector tèxtil, on les dones treballadores eren la majoria de la població obrera. Cal destacar la primera vaga general obrera el juliol de 1855, que es va estendre per Espanya i que va durar una setmana i en què es reivindicava el dret d'associació.
L'any 1946 hi va haver a l'Hospitalet una successió de vagues iniciada per les obreres tèxtils de Manresa que s'estengué per tot Catalunya i que van ser organitzades de forma espontània per dones no afiliades a partits polítics.
Des de l'any 2023 les dones i homes a l'estat espanyol tenen dret a una pensió de viduïtat sempre que hagin estat cònjuges legítims del causant de la viduïtat.

## Maternitat a la ciutat
A l'Hospitalet, el moviment feminista ha fet millorar les condicions en què les dones poden afrontar la maternitat amb reivindicacions i lluites dins les associacions de veïns, en reivindicacions davant de les institucions socials i empresarials i també amb manifestacions als carrers.
Algunes de les ajudes públiques i privades que la ciutat ofereix a les dones per afrontar la maternitat es troben als centres de planificació, i també s'ofereixen sessions de preparació prepart i possibilitats de reproducció assistida. També hi ha llevadores, assistència qualificada en el postpart, l'alimentació i la lactància, i ajudes en els casos en què els nounats tenen complicacions en el naixement.
A l'Hospitalet, l'any 2024, hi havia cinc Centres d'Assistència Primària (CAP) al barri de la Florida, al carrer d'Amadeu Torner, a la ronda de la Torrassa i la rambla Just Oliveres i rambla de la Marina. En aquests locals es dona atenció pública sobre salut sexual i reproductiva.
Les autoritats socials tenen objectius sobre la reproducció de la població per controlar la manca o l'excés de ciutadans que li són necessaris en el món laboral i que són possibles econòmicament i sostenibles. Una societat és sostenible si disposa d'un percentatge de persones treballadores respecte als infants i als ancians, percentatge que ho permeti, com manifesta la feminista estatunidenca Jenny Brown.
La legislació sobre l'IVE (l'avortament) i el control de la natalitat a l'Hospitalet són presents en les lleis del regne d'Espanya i les del departament de la Generalitat de Catalunya, com també ho són les previsions sobre el manteniment de les aportacions en la hisenda estatal i la gestió de la seguretat social (aportacions per maternitat, pensions de jubilació, salut, etc.).

#### Estadístiques
Segons les dades de l'Institut d'Estadística de Catalunya de l'any 2022, a l'Hospitalet varen néixer 1.168 nens i 997 nenes. Hi va haver una mortalitat de 199 parts en els quals els fetus no varen sobreviure.
L'any 2022, a la comarca del Barcelonès, dins la qual hi ha l'Hospitalet, la taxa d'avortaments IVE (Interrupció voluntària de l'embaràs) és del 31,0 %. El total d'IVE de dones residents a la comarca va ser de 8.124, el 18,5 % del total de dones de Catalunya, i és el percentatge.
D'un total de 922 nascuts vius de mare estrangera a l'Hospitalet l'any 2021, 441 d'aquestes mares no eren casades o no consten com a casades (46,5%).
D'un total de 2.150 parts, 13 eren de mares amb edat entre 18 i 16 anys.
El total de naixements que va ser assistit per personal sanitari en centres sanitaris va ser de 2.137 i 7 varen ser en domicili. Els parts en domicili no assistits per personal sanitari varen ser 3.
Segons l'Instituto Nacional de Estadística d'Espanya, les dones són presents en el 51 % de les llars unipersonals a l'Hospitalet, segons l'INE (l'any 2020).

## Legislació
Destaquen les dones que aconseguiren prou formació per dedicar-se a l'ensenyament, com Fraterna Ocanya i les seves germanes, i Teresa Navarro, entre d'altres, malgrat les dificultats que imposaven les lleis d'ensenyament. Els oficis de llevadora i tèxtils, com les puntes, s'aprenien de mares a filles. En el món tèxtil, l'hospitalenca Rosa Creixell va aconseguir el títol de puntaire de la Casa Reial amb Maria Cristina de Borbó, quan es va instal·lar a Madrid l'any 1985.
Des del segle xiii s'havia impedit a les dones exercir de metgesses. L'any 1857 una llei de sanitat de l'Estat va crear els estudis reglamentats de llevadora.Al barri de Collblanc es va fer un curs d'infermeres l'any 1935.
Quan el govern espanyol va publicar la Llei Moyano, l'any 1857, semblava que s'havia fet una gran millora quan es va permetre que les escoles normals de magisteri tinguessin instrucció per a nenes, tot i que la seva implementació era a càrrec de les diputacions. L'educació formal de les nenes es considerava un assumpte privat, com assenyala Pilar Ballarín Domingo en el seu article La educación de la mujer española en el siglo XIX.
Al segle xix hi va haver vagues al sector tèxtil, entre d'altres, amb una gran presència de treballadores. Aquest moviment de protesta per millorar les condicions de treball de treballadores i treballadors va iniciar la presa de consciència de gènere que es va reforçar amb altres reivindicacions laborals i socials.
L'any 1902 es va publicar a Espanya un "Real Decreto" (llei de l'any 1900) sobre la durada de la jornada laboral per a dones, nenes i nens d'11 hores com a màxim.
| « | La Ley de 13 de Marzo de 1900, regulando el trabajo de mujeres y niños, dispuso en su art. 2º que las juntas locales y provinciales propusiesen al Gobierno los medios que estimasen conducentes para que en el plazo de dos años á contar desde la promulgación de la misma, quedase reducida á once horas la jornada actual, donde excediese de ese número... | » |

A Catalunya cal destacar la primera vaga general obrera el juliol de 1855, que es va estendre per Espanya i que va durar una setmana, i que reivindicava el dret d'associació.

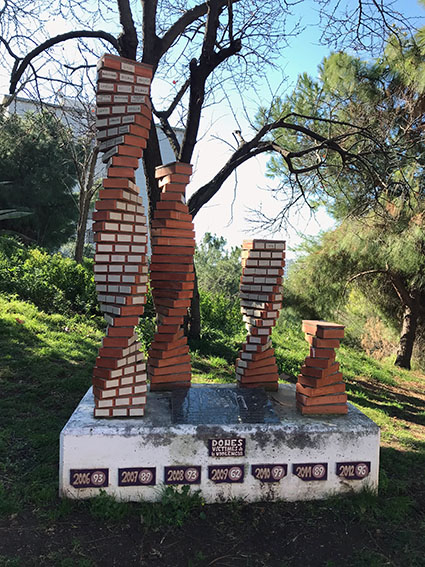
Monument en record de dones assassinades per sevícia masclista. Barri de Can Serra, l'Hospitalet de Llobregat, any 2022.

### Violència contra les dones
La violència de què són víctimes les dones ha estat permanentment font de reclamacions de protecció als serveis públics. Les accions implantades no han eliminat aquesta violència que, en molts casos, es produeix en els mateixos habitatges familiars. Al barri de Can Serra hi ha un monument amb els noms de les dones que han estat assassinades a l'Estat. Cada any s'hi afegeixen més noms. El Dia Internacional contra la Violència de gènere se celebra cada 25 de novembre.

## Administració local
El 2019 el cartipàs municipal incorpora a la seva estructura, per primera vegada, la presència institucional i política d'igualtat a través de la Regidoria de salut i de suport a les polítiques d'igualtat, en el marc de l'Àrea d'Equitat, Drets Socials i Recursos Humans.
Arran de les eleccions de 2023 es crea l'Àrea de Drets Socials, que inclouen les polítiques d'igualtat i transversals de gènere.
També a l'àmbit de l'Ajuntament de l'Hospitalet es va aprovar el "Pla municipal per a la igualtat de gènere 2016-2019", i posteriorment es va aprovar el "Pla director per a la igualtat de gènere de L’Hospitalet 2021-2025".

## Atenció psicosocial: El CAID
L'any 1986, fruit de les reivindicacions de les dones de la ciutat, es creà el CAID (Centre d'Atenció i Informació a la Dona). Integrat dins de l'Àrea Municipal de Sanitat i Serveis Socials, oferia atenció interdisciplinària específica per a les dones que patien discriminació sexista. L'any 1990, es creà el PMD (Programa Municipal per a la Dona), on es va integrar el CAID, i es posava en marxa un pla per a la igualtat d'oportunitats entre homes i dones, coincidint amb l'Inici dels Plans d'Igualtat engegats a Catalunya.

## Les associacions de dones
Segons Maria Enriqueta de Fez Valero, després de l'acabament de la Guerra Civil va disminuir el nombre d'entitats a la ciutat a causa de les restriccions imposades per l'Administració, com per exemple, la prohibició expressa en els estatuts sobre les activitats únicament amb fins recreatius. L'any 1939 eren dues: el Casino i el Centro Católico. El Casino, des del segle xix ja havia estat vinculat a l'Ajuntament. L'any 1952 es va instal·lar la delegació de la Unió Excursionista de Catalunya, de la qual va sorgir el Club Muntanyenc. De l'any 1939 en endavant es varen permetre l'establiment als barris del Casino Nacional, el Casino Santa Eulàlia, el Centre Catòlic i algun altre dedicat a temes molt específics, com els Amics de la Música, la Unió Excursionista de Catalunya i els centres parroquials. A finals dels anys 40 les afiliacions a entitats eren poc més del miler. L'any 1975 es varen convocar les I Jornades Catalanes de la Dona a Barcelona, en què van participar les vocalies de dones de les associacions de veïns de l'Hospitalet (Campoamor, Can Serra, la Florida-Pubilla Cases, Can Vidalet, Collblanc-la Torrassa, Santa Eulàlia i el Centre Social de la Florida). Les organitzadores de les Jornades eren adscrites a moviments polítics (partits, organismes, etc.) i hi havia organitzacions que les impulsaven, entre d'altres, les vocalies de les associacions de veïns. Les ponències s'elaboraven en reunions a cases particulars. Després de les Jornades es va crear l'Associació Catalana de la Dona, amb una delegació a l'Hospitalet que oferia serveis gratuïts de planificació familiar i assessoria jurídica.
Uns espais de sociabilitat per a dones eren, de l'antiguitat fins l'aparició de les màquines de rentar, els espais amb aigua corrent per rentar roba. També en la postguerra civil, dins les presons i en les esperes per visitar represaliats. Les accions espontànies que es varen fer per reclamar solucions en serveis socials públics varen facilitar que en sortís una consciència primerament política i posteriorment de gènere. El moviment associatiu sorgí de les reivindicacions sobre les condicions urbanes de cada barri. Les dones que eren presents en vocalies d'algunes associacions de veïns varen decidir que podien agrupar-se en entitats independents per no haver d'esperar que els donessin la paraula en les reunions i les juntes. Així varen començar a crear els clubs i associacions de dones amb la finalitat de gestionar i obtenir solucions als problemes que no eren al capdavant de les prioritats en les entitats regides majoritàriament per homes.
L'any 2022 a l'Hospitalet hi ha associacions de caràcter privat i públic per a servir les necessitats de les dones de la ciutat. Com s'ha dit, des de l'any 1986, l'Ajuntament de l'Hospitalet dona serveis a dones al Centre d'Atenció i Informació de la Dona (CAID). Les associacions privades es van començar a crear a principis de la dècada dels 1990. Cada associació cobreix una àrea de la ciutat i dona uns serveis similars, amb activitats particulars en cada cas.

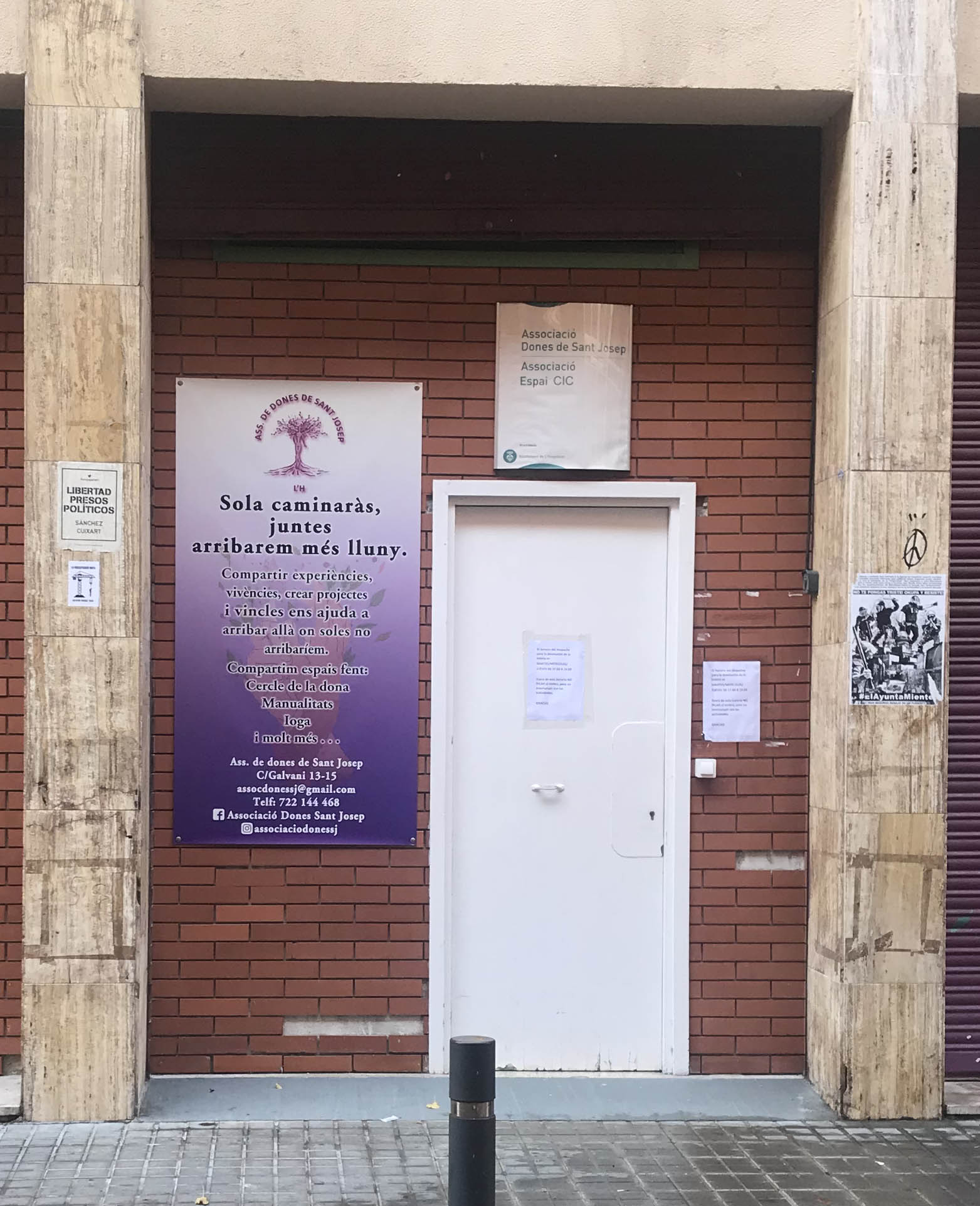
Portal de l'Associació de Dones de Sant Josep. Any 2022

### Associació de Dones de Sant Josep
L'Associació de Dones de Sant Josep va sortir de l'associació de veïns d'aquest barri. Aquesta associació continua activa des del seu inici l'any 1992, i fa cursos de formació, edita guies d'ajuda, acompanya vídues, defensa dones maltractades, assessorant-les jurídicament, amb espais on poder fer activitats de lleure, esportives i treballs manuals. No accepten homes com a socis, però agraeixen la seva col·laboració, ja que practiquen una política inclusiva. Es financen amb les quotes de les aproximadament tres-centes sòcies i amb donacions puntuals. Han posat en marxa un sistema d'avís discret perquè les dones puguin demanar ajuda als carrers quan són víctimes d'assetjament o tracte cruel i gran duresa. Quan la violència és extrema pot portar a greus danys o a la mort de la dona. Aquesta violència extrema es coneix amb el nom de sevícia. El local on resideix l'associació és cedit per l'Ajuntament, que n'és el propietari.

### Associació de Dones de Can Serra
L'any 1966 els hospitalencs varen poder disposar dels habitatges construïts per aquest fi, destinats majoritàriament als ciutadans procedents de la immigració de diversos llocs d'Espanya. En aquest barri hi va haver una forta desestructuració social amb un gran increment de residents, la manca de serveis i d'habitatges. L'any 1969, el bisbat de Barcelona envià Jaume Botey com a rector d'aquest barri. No es va poder construir cap església, però sí que els mateixos veïns varen construir un edifici parroquial, que té el nom de Casa de Reconciliació, i hi van dedicar les hores que tenien disponibles, amb molta bona voluntat, tot i que disposaven de poca maquinària.

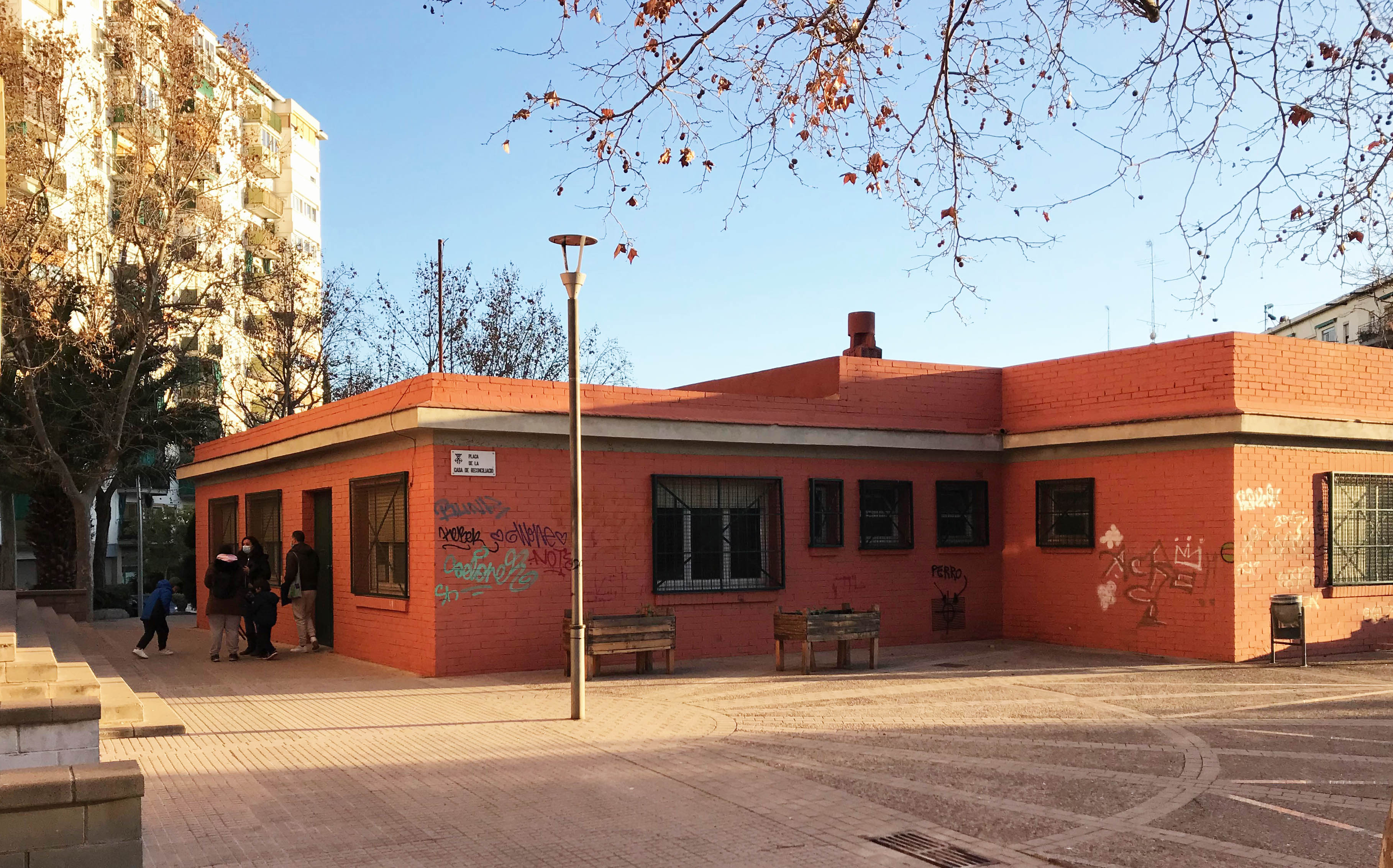
Seu de l'Associació de Dones de Can Serra. Casa de Reconciliació.
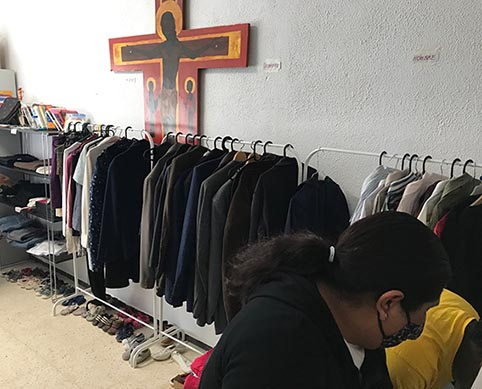
Rober de solidaritat a Can Serra per a intercanvi gratuït de vestits.

L'any 1973 es va crear l'Associació de Veïns de Can Serra per fer front als problemes esmentats, moltes vegades amb manifestacions als carrers. S'organitzà una lluita veïnal per aturar l'edificació que es feia a gran velocitat de molts blocs d'habitatges amb pocs serveis escolars i de sanitat, i amb una urbanització defectuosa.
El Grup de Dones de Can Serra va començar com una vocalia de l'Associació de Veïns de Can Serra, fins que al març de 1989 esdevingué una entitat sobirana. Les dones fundadores van ser les següents: María Quesada, Barajas, Antonia Macho Ortiz, Carme Laudo Vásquez, Pasión Zurera López, Francisca Acedo Corrales, María Ángeles Bacaicoa, María Teresa Cifuentes Velázquez, Raquel Luis Ortega i Carmen Valderrábano Caballero. Va ser elegida com a presidenta Carme Laudo Vázquez; com a vicepresidenta, María Quesada Barajas; com a secretària, Antonia Macho Ortiz, i, com a tresorera, Pasión Zurera López. L'Assemblea General era el seu òrgan màxim i les decisions es prenien per la majoria de vots. Segons els estatuts, els objectius fundacionals eren agrupar les dones del barri, conscienciar-les, formar-les, crear un espai de desenvolupament i enriquiment comú, afavorir la participació al barri i amb altres col·lectius.

### Grup de Dones de Santa Eulàlia

Cartell del quinzè aniversari de l'associació.

Aquesta associació es va legalitzar l'any 1986. La varen promoure un grup de dones encapçalades per Dolors Munyac. El propòsit va ser tenir un espai de trobada sobre temes feministes. Inicialment tenien aproximadament tres-centes sòcies, que l'any 2022 s'havien reduït a menys de dues-centes. Totes paguen una quota que és l'única font de finançament. Quan es va crear l'associació, les dones eren prou joves i majoritàriament sense compromisos laborals. Aquestes dones varen mantenir-se dins l'associació de forma que l'any 2022 les sòcies que hi restaven tenien més de seixanta anys d'edat. A l'any de creació del grup feien activitats de lleure, com ioga i costura, i formació en temes d'interès femení. Inicialment rebien una subvenció de l'Ajuntament de l'Hospitalet, però varen desistir de demanar-ne perquè no podien complir els requisits que l'Ajuntament els requeria. Es reuneixen setmanalment en un local de l'Ajuntament a la plaça dels Avis i les activitats com recitals, música coral, pintures, etc. les fan en un centre cultural de l'Ajuntament.

### Grup de Dones del Centre
L'any 1998, al centre de la ciutat, cinc dones, liderades per Marian Palacio Lafarga, van crear l'Associació de Dones del Centre a fi d'organitzar accions feministes al barri. Aquesta associació es finança parcialment per les quotes que aporten les sòcies. Tenen relació amb el CAID per tramitar subvencions de l'Ajuntament i per difondre a les sòcies els serveis del CAID. La seu de l'associació és en uns locals cedits per l'Ajuntament, alternant amb la Generalitat. Les activitats de pagament són assumides per les sòcies i les activitats gratuïtes són impartides per voluntàries. Admeten homes com a socis i l'associació fa preferentment activitats/tallers de formació i lleure, com ara ioga, balls (sevillanes, tai-txi, country), teatre, treballs manuals, conferències, etc. Es fan activitats amb participació d'altres associacions de dones. No tenen patronatge comercial.

### Mujeres Pa'lante
L'any 2007 es va crear una associació de dones provinent d'un altre col·lectiu, de nom Maloka, creat al 2002, amb participació de persones provinents de Llatinoamèrica. El seu focus principal és l'acollida a dones migrants en condicions de pobresa per no tenir estatus legal, pocs recursos monetaris, dificultats en l'idioma, etc. Per donar suport a aquest col·lectiu, disposen de diferents serveis, com assistència jurídica, orientació sociolaboral o atenció psicològica. El seu local social es troba a la Casa sense Fronteres del Carrer Llobregat i disposen d'un despatx en un local de l'Ajuntament a la ronda de Torrassa, on també figura el nom del Grup de Dones de Collblanc-la Torrassa. Periòdicament demanen subvencions a l'Ajuntament per executar els programes que els presenten. L'any 2009 creen una cooperativa de serveis a la ciutat de Barcelona, amb l'objectiu d'oferir serveis professionals de neteja i a geriàtrics, validar els drets de les treballadores i oferir formació. Aquest projecte va rebre, l'any 2009, el premi Nayra convocat per l'Observatori de les Dones Immigrades i el Consell Comarcal del Baix Empordà. L'any 2015 van rebre el Premi Innovació i Transformació Social de l'Obra Social La Caixa per la inserció sociolaboral de dones migrants.

### Grup de Dones de Collblanc-Torrassa
Origen a l'any 2005 en l'execució d'un pla de l'Ajuntament sobre aquest barri en què un grup de dones reivindicaren el paper femení. L'associació es va formalitzar administrativament l'any 2007 i el seu local va ser l'Hotel d'Entitats propietat de l'Ajuntament. Les seves activitats són sobre formació, sortides, assessorament i implicació en les decisions i actuacions socials i urbanístiques preses per l'Ajuntament de la ciutat.

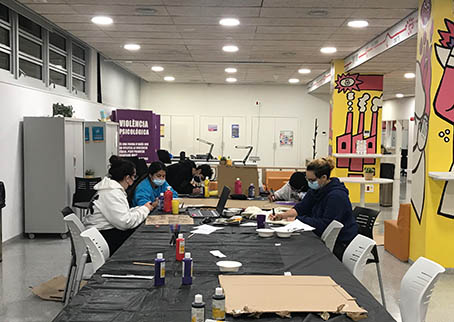
Persones joves fent treballs manuals a l'Associació de dones Les Bruixes. L'Hospitalet de Llobregat. Any 2022

### Associació Feminista Les Bruixes
Un grup de noies, provinents de l'Associació d'Estudiants de l'Hospitalet, varen formar aquesta associació per reivindicar la causa feminista i oposar-se a la banalització d'aquest moviment, defensant el dret de les dones a l'avortament. Feien accions com convocatòries a manifestacions i la recollida de signatures sobre la llei de l'avortament. Aquesta associació es caracteritza per la joventut dels membres. Fan activitats de formació i lleure. Tenen una pàgina web i són membres de la Coordinadora d'Entitats Progressistes.

### Associació Sociocultural Vivències
Es va fundar l'any 1988 per idea d'unes sòcies de l'Associació de Veïns de Campoamor. És una associació de dones i homes enfocada a les necessitats i preferències de les dones, i compta amb una proposta sociocultural àmplia; fan activitats de formació per a adultes, participació en festes i altres activitats culturals al barri de Bellvitge. Es fiança mitjançant les quotes de les sòcies i subvencions de l'Ajuntament i la Generalitat.

### Associació de Dones Vídues
L'any 1997, el CAID va proposar a l'Associació Vivències crear un grup per donar suport a les dones vídues a la ciutat. Això va ser l'origen de l'Associació de Vídues. Han fet formació, connexió amb altres associacions i viatges per reivindicar la dignitat d'aquest estat civil.

### Associació EuroDona
Es va fundar l'any 1992 al local del partit polític Convergència i Unió a Cornellà. Actualment té el local social a l'Hotel d'Entitats, propietat de la Generalitat de Catalunya a l'Hospitalet. Rep subvencions de l'Institut Català de les Dones, de l'Ajuntament de Cornellà de Llobregat, del CAID de l'Hospitalet de Llobregat, a més de les quotes de les associades. Donen suport i assessorament a les dones, formació i espais de foment de diàleg i excursions. Col·laboren amb institucions públiques de les zones properes.

### Grup de Dones del Gornal
L'origen d'aquesta associació també va ser l'associació de veïns del barri. L'any 1998 un grup de dones es va separar de l'associació de veïns i va constituir un Grup de Dones amb accions sobre els temes sanitaris, polítics i laborals. Fan assessorament a dones víctimes de violència masclista. El seu local social és propietat de l'Ajuntament. Es financen amb les quotes de les associades i les ajudes de l'Institut Català de la Dona, del CAID i de la Generalitat de Catalunya. Organitzen conferències, tallers formatius, visites a institucions i un mercat ambulant per aconseguir fons amb destí a organitzacions com Càritas Diocesana i associacions de suport a dones de l'Àfrica i Amèrica. Publicació de la revista Dones a l'Hospitalet.

### Fòrum de Dones de l'Hospitalet
Va sorgir de la iniciativa d'una dona membre del partit polític IC-V. La gestió del projecte va durar de l'any 1999 fins a la constitució formal de l'associació, al novembre de l'any 2000. Es varen tractar temes específics com la immigració i les dones, els temes laborals en l'espai femení, la història del feminisme i debats sobre la legislació, l'ecologia, la política i altres.

### Grup de Dones de la Mare de Déu de Bellvitge
Es va formar l'any 1995 amb l'objectiu de la promoció de la figura de la dona. Es reuneixen setmanalment a la parròquia de la Mare de Déu de Bellvitge i fan sortides a museus, conferències i altres activitats culturals, amb l'assistència del rector de la parròquia.